# San Francisco Oztutla
San Francisco Oztutla es una localidad del estado mexicano de Guerrero. Es parte del municipio de Copalillo.

## Toponimia
El nombre «San Francisco» hace referencia al santo patrono de la localidad: Francisco de Asís. El nombre «Oztutla» proviene de los términos en náhuatl: oztotl, cueva; tlan, lugar. Su significado es «En las cuevas».

## Demografía
| Gráfica de evolución demográfica |
|                                  |

| Censo | Población |
| ----- | --------- |
| 1900  | 205       |
| 1910  | 466       |
| 1921  | 425       |
| 1930  | 594       |
| 1940  | 652       |
| 1950  | 667       |
| 1960  | 869       |
| 1970  | 1 178     |
| 1980  | 1 266     |
| 1990  | 1 065     |
| 2000  | 1 349     |
| 2010  | 1 393     |
| 2020  | 1 307     |